# Антропологізм
Антропологізм — філософська концепція, яка розглядає усі явища природи, суспільства й мислення залежно від властивостей і потреб людини